# Nicholas Robertson
Nicholas "Nick" Robertson, född 11 september 2001, är en amerikansk professionell ishockeyforward som spelar för Toronto Maple Leafs i National Hockey League (NHL). Han har tidigare spelat för Peterborough Petes i Ontario Hockey League (OHL).
Robertson draftades av Toronto Maple Leafs i andra rundan i 2019 års draft som 53:e spelare totalt.
Han är yngre bror till ishockeyspelaren Jason Robertson, som spelar för Dallas Stars i NHL.

## Statistik
| 2014–2015  | Little Caesars AAA Hockey Club | HPHL       | 16                          | 6                           | 13                          | 19                          | 2                           | — | — | — | — | — |
| 2015–2016  | Vaughan Kings                  | GTHL       | Information ej tillgänglig. | Information ej tillgänglig. | Information ej tillgänglig. | Information ej tillgänglig. | Information ej tillgänglig. | — | — | — | — | — |
| 2016–2017  | Toronto Red Wings              | GTHL       | 32                          | 18                          | 18                          | 36                          | 20                          | — | — | — | — | — |
|            | North York Rangers             | OJHL       | 4                           | 0                           | 3                           | 3                           | 2                           | — | — | — | — | — |
| 2017–2018  | Peterborough Petes             | OHL        | 62                          | 15                          | 18                          | 33                          | 14                          | — | — | — | — | — |
| 2018–2019  | Peterborough Petes             | OHL        | 54                          | 27                          | 28                          | 55                          | 24                          | 5 | 1 | 1 | 2 | 2 |
| 2019–2020  | Toronto Maple Leafs            | NHL        | —                           | —                           | —                           | —                           | —                           | 1 | 0 | 0 | 0 | 0 |
|            | Peterborough Petes             | OHL        | 46                          | 55                          | 31                          | 86                          | 40                          | — | — | — | — | — |
| NHL totalt | NHL totalt                     | NHL totalt | —                           | —                           | —                           | —                           | —                           | 1 | 0 | 0 | 0 | 0 |
| OHL totalt | OHL totalt                     | OHL totalt | 162                         | 97                          | 77                          | 174                         | 78                          | 5 | 1 | 1 | 2 | 2 |

### Internationellt
| Källa: Uppdaterad: 2020-08-03 | Källa: Uppdaterad: 2020-08-03 | Källa: Uppdaterad: 2020-08-03 |         | Utv = Utvisningsminuter | Utv = Utvisningsminuter | Utv = Utvisningsminuter | Utv = Utvisningsminuter | Utv = Utvisningsminuter |
| År                            | Lag                           | Mästerskap                    | Matcher | Mål                     | Assists                 | Poäng                   | Utv                     |                         |
| ----------------------------- | ----------------------------- | ----------------------------- | ------- | ----------------------- | ----------------------- | ----------------------- | ----------------------- | ----------------------- |
| 2018                          | USA                           | Hlinka Gretzky Cup            | 5       | 4                       | 1                       | 5                       | 2                       |                         |
| 2020                          | USA                           | JVM                           | 5       | 2                       | 3                       | 5                       | 2                       |                         |
| Junior totalt                 | Junior totalt                 | Junior totalt                 | 10      | 6                       | 4                       | 10                      | 4                       |                         |